# NHK BS Premium 4K
NHK BS Premium 4K（日语：NHK BSプレミアム4K）是日本廣播協會自2023年12月1日開始播出的衛星電視頻道，整合自2011年4月1日開始播出的NHK BS Premium和2018年12月1日開始播出的NHK BS4K。頻道顏色亦繼承BS Premium的紫色。

## 外部連結
- NHK BS放送｜NHK （页面存档备份，存于）